# Hervé Télémaque
Hervé Télémaque (5. listopadu 1937 Port-au-Prince – 10. listopadu 2022 Paříž) byl francouzský malíř „Nové figurace“ a představitel pop-artu haitského původu, hlásící se rovněž k surrealismu.

## Životopis
V důsledku zdravotních problémů byl nucen vzdát se svých plánů sportovní katiéry. V roce 1957, kdy se diktátor François Duvalier dostal k moci, odešel z Haiti do New Yorku, kde v roce 1960 vstoupil do Art Student's League.
V roce 1961 se přestěhoval do Paříže. Začal navštěvovat surrealisty, aniž by se formálně připojil ke skupině. Na jeho osobnost upozornili právě surrealisté spolu s Eduardem Jaguerem. V roce 1962 se účastnil akcí uměleckého sdružení Narativní figurace. Ve své tvorbě zpodobňoval všední objekty, osciloval mezi surrealismem, pop-artem a Novou figurací.

## Samostatné výstavy
výběr
- 1971 Paříž, galerie Mathias Fels.
- 1986 Casa de las Americas, II. biennale, Havana Kuba.
- 1991 Paříž, galerie Jacqueline Moussion.
- 1994 Paříž, galerie Louis Carré, Fusain et marc de café – Deuil : le dessin, l’objet .
- 1995 Retrospektiva ve Fondation Electra v Paříži, « Œuvres d’après nature ».
- 1997 Johannesbourg, Retrospektiva.
- 1999 Centre d'art v Tanlay, « Hervé Télémaque : des Modes & Travaux »
- 2001 Paříž, galerie Louis Carré & Cie, Trottoirs d'Afrique.
- 2005 Paříž, musée de la Poste, Hervé Télémaque. Du coq à l'âne.
- 2009 Paříž, galerie Louis Carré & Cie.
- 2010 Baie-Mahault (Guadeloupe)
- 2011 Paříž, galerie Louis Carré & Cie, « La Canopée, The Brown paper bag »
- 2015 Paříž, Centre Pompidou.
- 2015 Musée de Louviers
- 2015 Marseille, Musée Cantini.
- 2016 Le François, Martinique, Fondation Clément.

- V Československu vystavoval na výstavě pařížské surrealistické skupiny Princip slasti v roce 1968 (Praha, Brno, Bratislava)